# Earth Moving
Earth Moving je jedenácté studiové album britského multiinstrumentalisty Mika Oldfielda. Vydáno bylo v létě 1989 (viz 1989 v hudbě) a v britském žebříčku prodejnosti hudebních alb se dostalo nejvýše na 30. příčku.
Na albu Earth Moving bylo použito velké množství syntezátorů a automatický bubeník. Je to jediné Oldfieldovo album, na kterém se nenachází ani jedna instrumentální skladba. Celá deska je popového charakteru s jednotlivými zpívanými písněmi.
Druhá písnička na albu, „Hostage“, začíná rozhlasovým vysíláním v němčině o dívce unesené při bankovní loupeži, které bylo inspirováno skutečnou událostí. Píseň „Blue Light“ nazpívala Maggie Reillyová, což byla pro ni poslední spolupráce s Oldfieldem. Zajímavostí také je, že poslední dvě písničky na albu („Nothing But“ a „Bridge to Paradise“) jsou na všech vydáních desky spojeny do jediné stopy.

## Skladby
1. „Holy“ (Oldfield) – 4:37
2. „Hostage“ (Oldfield) – 4:09
3. „Far Country“ (Oldfield) – 4:25
4. „Innocent“ (Oldfield) – 3:30
5. „Runaway Son“ (Oldfield) – 4:05
6. „See the Light“ (Oldfield) – 3:59
7. „Earth Moving“ (Oldfield) – 4:04
8. „Blue Night“ (Oldfield) – 3:47
9. „Nothing But / Bridge to Paradise“ (Oldfield) – 8:40

## Obsazení
- Mike Oldfield – kytary, klávesy, syntezátory
- Adrian Belew – zpěv (1), kytara
- Phil Spalding – basová kytara, vokály
- Raf Ravenscroft – saxofon
- Daniel Lazerus – Clavinet, harmonika, tamburína, vokály
- Bobby Valentino – housle
- Max Bacon – zpěv (2, 9)
- Nikki 'B' Bentley – zpěv (7), vokály
- Anita Hegerland – zpěv (4), vokály
- Carol Kenyon – zpěv (9), vokály
- Maggie Reilly – zpěv (8), vokály
- Chris Thompson – zpěv (5, 6)
- Mark Williamson – zpěv (3)
- Simon Gardner, Simon Clarke, Tim Sanders, Roddy Lorimer – trubka
- Keith Murrell, Sonia Jones Morgan, Maggie Ryder, Jackie Challenor, Carl Wayne, Lance Ellington, Paul Lee – vokály